# The 7 Beer Itch
«The 7 Beer Itch» —«La cerveza se bebe arriba» en España y «Las siete cervezas» en Hispanoamérica— es el quinto episodio de la trigésima segunda temporada de la comedia animada estadounidense Los Simpson, y el 689 en general. Se emitió en Estados Unidos por Fox el 8 de noviembre de 2020. El episodio fue dirigido por Michael Polcino, y el guion fue escrito por Joel H. Cohen y John Frink, y Al Jean escribió la historia.
Olivia Colman protagoniza el episodio como Lily, quien se muda a Springfield y se enamora de Homer . El episodio recibió críticas generalmente positivas y fue visto en vivo en los Estados Unidos por 1,74 millones de espectadores.

## Trama
Lily, una bella inglesa desterrada por ser demasiado excitante para sus compatriotas, decide comenzar una nueva vida en Springfield . En Moe's Tavern, cautiva a los mosquitos, pero decide que el único hombre que quiere es Homer, que se siente deprimido porque Marge se llevó a los niños de vacaciones sin él. Sin embargo, Homer es frío e insensible con Lily, lo que solo hace que ella lo desee más.
Mientras tanto, Bart contrae la enfermedad de Lyme después de correr distraídamente hacia un bosque lleno de garrapatas y Marge, ya cansada de las vacaciones, lleva a Maggie al muelle donde una turba loca de turistas casi los atropella.
Cuando Lily intenta conectarse con Homer nuevamente, se besan, para consternación de Homer. En otra parte, el Sr. Burns está espiando a Lily y decide que debe tenerla. Le ordena a Homer que atraiga a Lily para que se encuentre con él en su barco, a lo que Homer está de acuerdo. Sin embargo, cuando Lily se escapa de la cita, Homer comienza a sentirse mal y la consuela.
Más tarde, Marge llega temprano a casa debido al fracaso de sus vacaciones y Homer recibe una llamada de un número desconocido, que resulta ser Lily. Homer decide que solo quiere estar con Marge. Lily decide que no le queda nada en Springfield y regresa a Inglaterra.
De vuelta en Inglaterra, Lily rechaza los avances de los asistentes al pub hasta que conoce a un homero británico parecido.

## Producción

### Fundición
Olivia Colman apareció en el episodio como Lily. Colman grabó sus líneas de forma remota desde Londres durante tres sesiones. Además, Alex Désert, quien da voz a Carl Carlson, dobló todas las líneas de Hank Azaria como el personaje, ya que el episodio se produjo antes de que Désert reemplazara a Azaria como la voz de Carl. Los varios ingleses en Londres y los pubs al principio y al final del episodio fueron interpretados por los actores ingleses veteranos Robin Atkin Downes y Brian George . Downes tuiteó después de la emisión original del episodio con imágenes de los personajes que expresó diciendo que estaba "tan emocionado de ser parte de este programa icónico" y que todavía no podía creerlo.

### Lanzamiento
El episodio estaba originalmente programado para emitirse el 1 de noviembre de 2020, sin embargo, debido a que fue reemplazado por " Treehouse of Horror XXXI ", que fue reemplazado por el séptimo juego de la Serie de Campeonato de la Liga Nacional 2020, el episodio fue reprogramado para emitirse. el 8 de noviembre de 2020.

## Recepción

### Visualización de cifras
En Estados Unidos, 1,74 millones de espectadores vieron el episodio en directo.

### Respuesta crítica
Tony Sokol, de Den of Geek, dijo: "En el pasado, Homer era más consciente de las tentaciones. Realmente no es un compañero ingenioso esta noche. Casi exhibe una obstinación pensativa, lleva tanto tiempo registrarse. Esto roba el episodio de fricción e inclina la balanza. Convierte a Lily en una depredadora más de lo que necesita ser, pero también lo hace aún más predecible. 'The 7 Beer Itch' está cargado de líneas divertidas y gags visuales, pero no oculta cuántas veces nos han dado esta premisa. Pueden disfrazarlo con acento británico, pero ofrece una recompensa de performus interruptus ". También le dio al episodio tres de cinco estrellas.